# Mats Malm
Mats Ulrik Malm (nascut el 10 de maig de 1964) és un escriptor i traductor literari suec. El 18 d'octubre de 2018, Malm va ser elegit membre de l'Acadèmia Sueca, el 26 d'abril de 2019 va ser elegit nou Secretari Permanent i Portaveu de l'organització.
Mats Malm és professor universitari de ciència literària a la Universitat de Göteborg. És doctor en Goticisme. Com a traductor, ha publicat Sagues islandeses. Està treballant en la digitalització de la literatura sueca com a director del Banc de Literatura Suec. Des del 2012, Malm és membre de la Reial Acadèmia Sueca de Lletres, Història i Antiguitats. El 18 d'octubre de 2018, Malm va ser elegit membre de l'Acadèmia Sueca, on va succeir a Klas Östergren a la cadira número 11.
Un home que es feia passar per Malm va trucar al novel·lista John Banville el dia que l'Acadèmia Sueca pretenia anunciar els guanyadors dels Premis Nobel de Literatura 2019 i 2018. L'home que pretenia ser Malm va dir a Banville que havia guanyat i fins i tot llegit la citació habitual i li va preguntar si preferiria ser designat el premi 2018 o 2019.

## Obres
- Voluptuous Language and Poetic Ambivalence. The Example of Swedish Baroque, Peter Lang Verlag, Frankfurt am Main etc. 2011, ISBN 978-3-631-59299-1.
- Minervas äpple: om diktsyn, tolkning och bildspråk inom nordisk göticism (1996)[6]
- Textens auktoritet: de första svenska romanernas villkor (2001)[7]
- Det liderliga språket: poetisk ambivalens i svensk "barock" (2004)[8]
- Poesins röster: avlyssningar av äldre litteratur (2011)[9]
- The Soul of Poetry Redefined: Vacillations of Mimesis from Aristotle to Romanticism (Copenhagen: Museum Tusculanum Press, 2012)[10]